# 埃什特雷莫什
38°51′N 7°35′W / 38.850°N 7.583°W

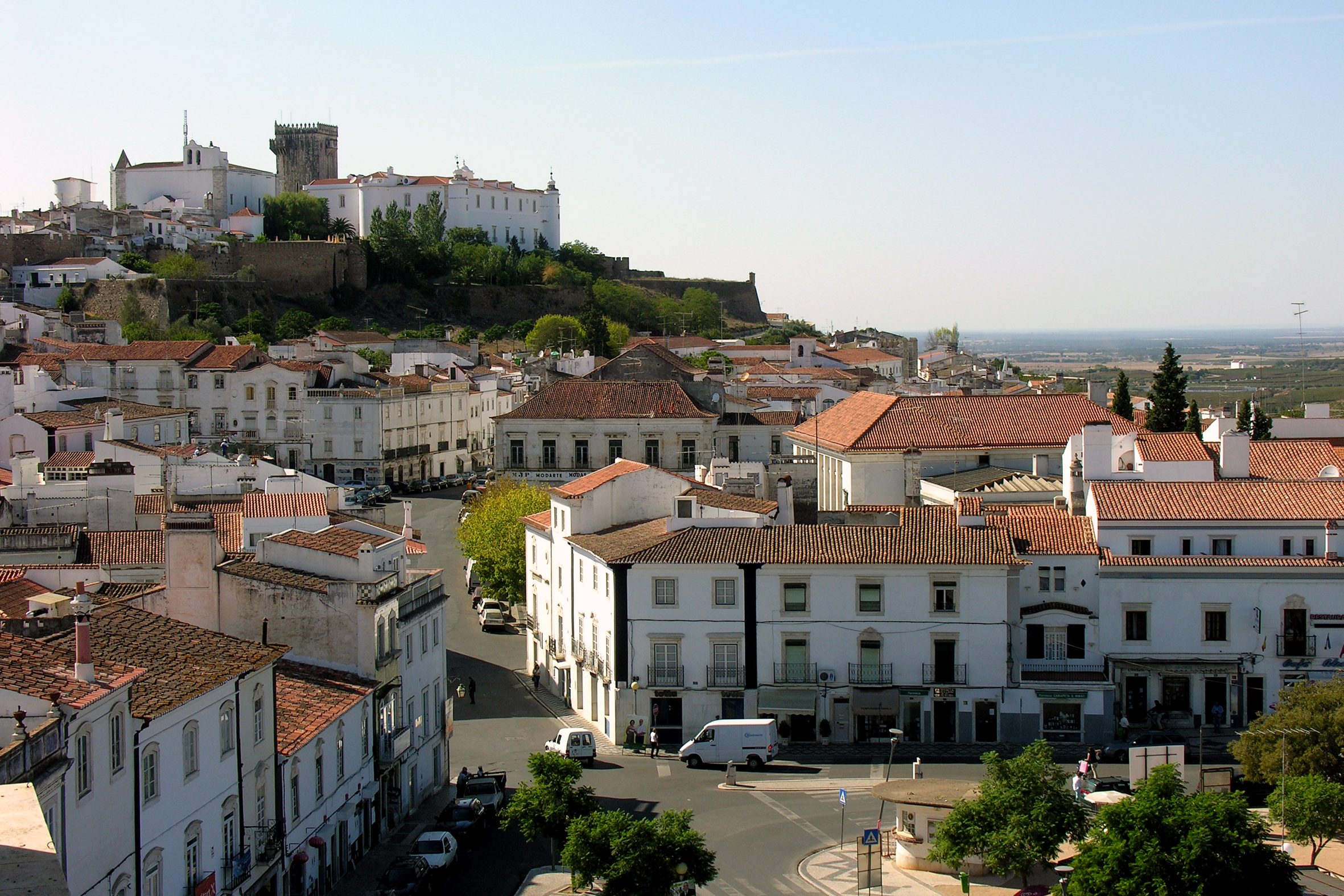

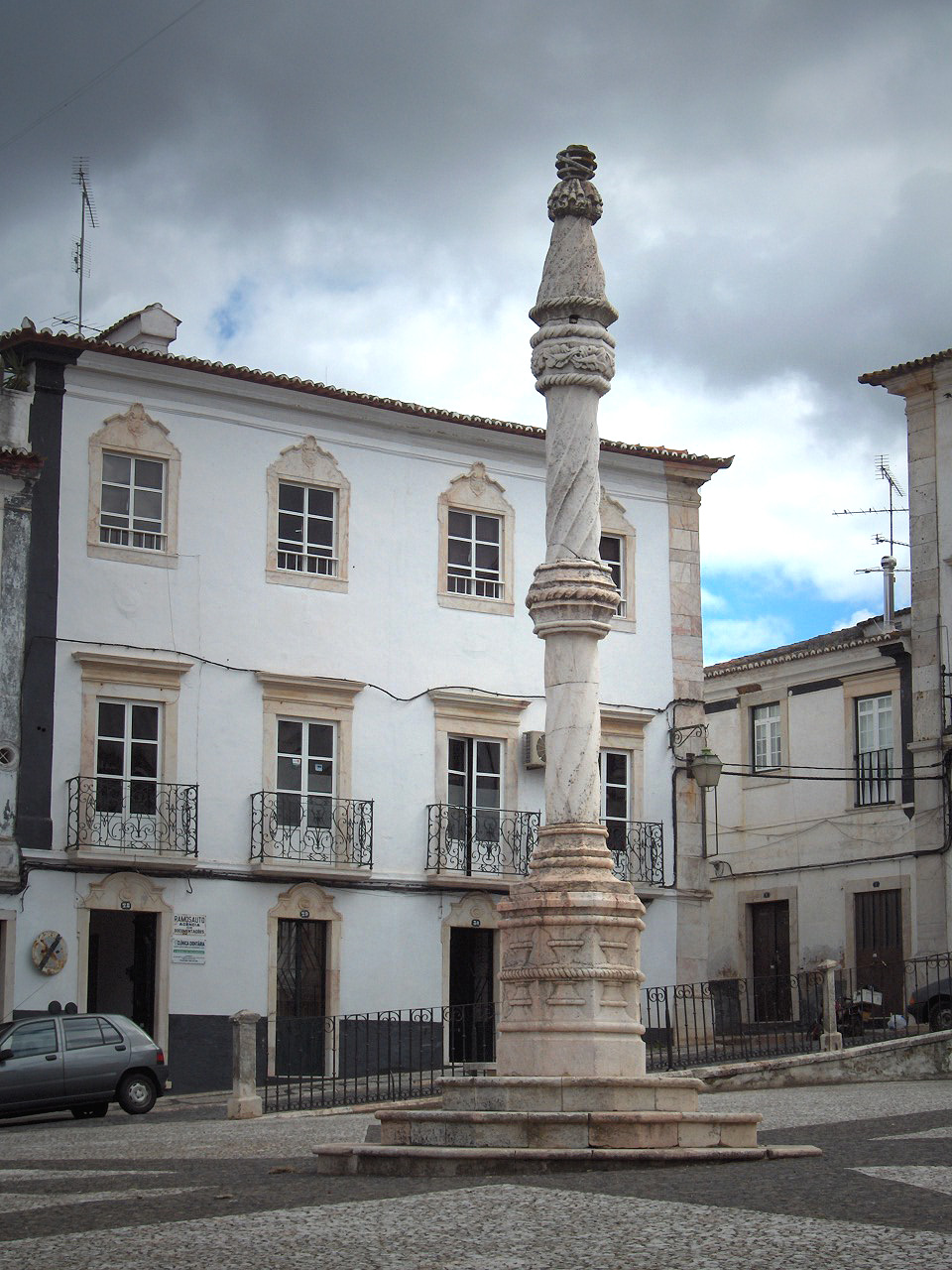

埃什特雷莫什（葡萄牙語：Estremoz），是葡萄牙的城鎮，位於該國中南部，由埃武拉區負責管轄，面積513.8平方公里，2011年人口14,318，該城鎮人口密度每平方公里27.87人。